# 贡珀达
贡珀达（德語：Gumperda）是德国图林根州的一个市镇。总面积6.27平方公里，总人口370人，其中男性191人，女性179人（2011年12月31日），人口密度59人/平方公里。